# Geierschildkröte

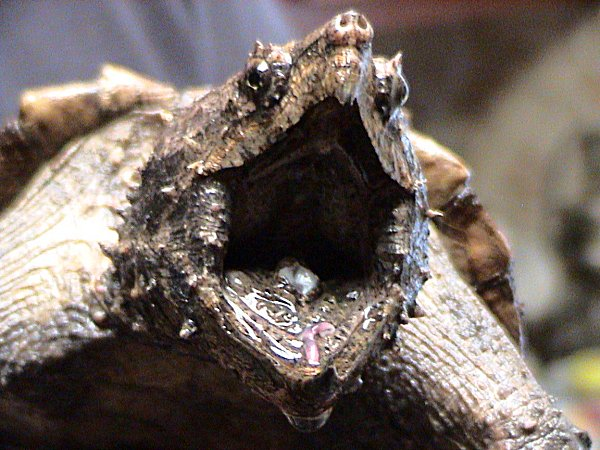
Geierschildkröte mit aufgesperrtem Maul

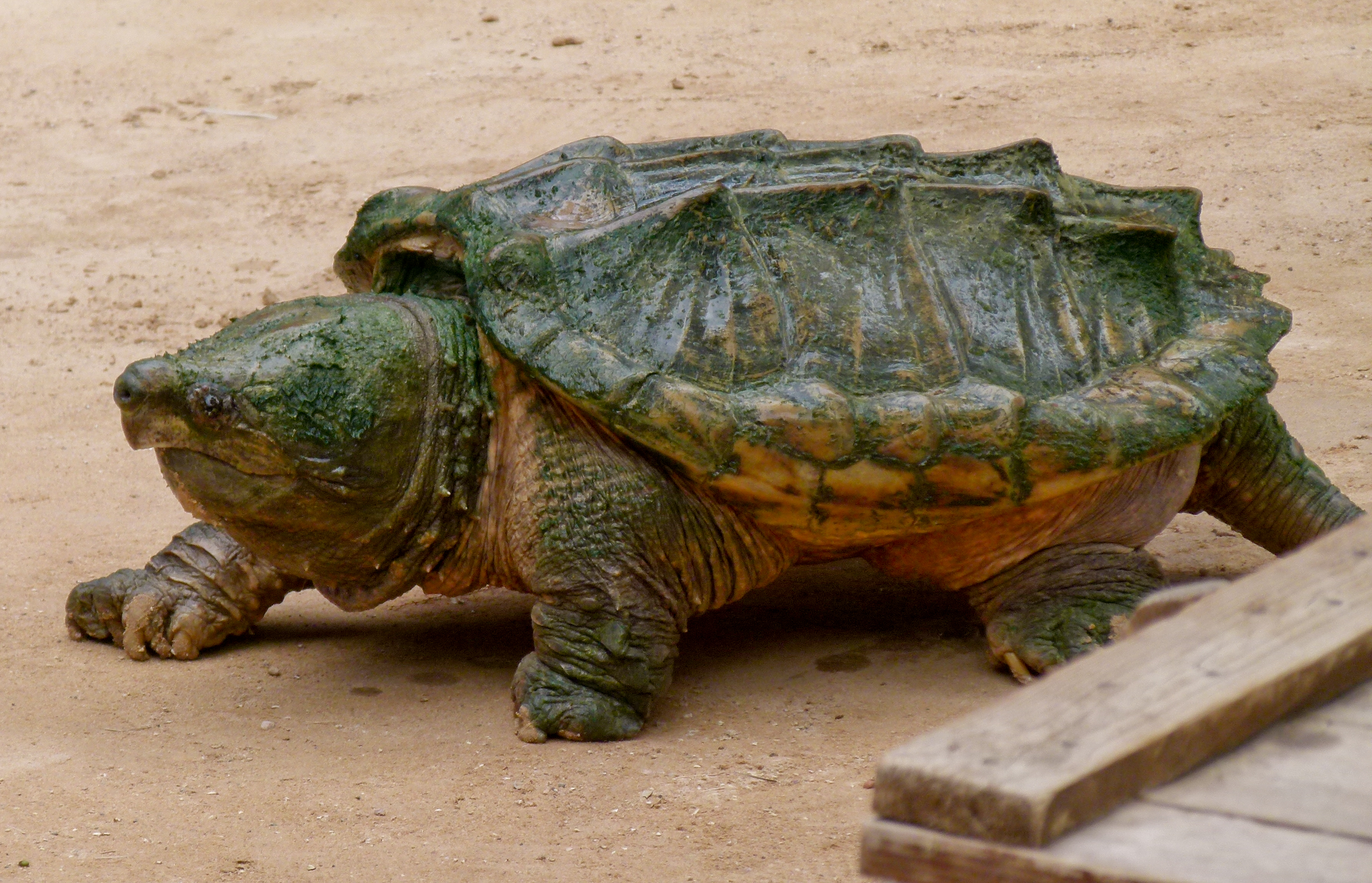
Geierschildkröte mit Algenbewuchs

Die Geierschildkröte (Macrochelys temminckii) ist eine in den USA beheimatete Schildkröte aus der Familie der Alligatorschildkröten (Chelydridae) und eine von drei Arten aus der Gattung der Geierschildkröten (Macrochelys). Sie gilt als eine der größten Süßwasserschildkröten der Welt.

## Aussehen
Der Rückenpanzer ist braun, grau oder schwarz. Auf ihm sind, durch die höckerartig nach hinten gezogenen Rückenschilde, drei kräftige Kiele ausgebildet. Sein Hinterrand ist grob gesägt. Als Besonderheit befindet sich bei der Geierschildkröte eine Reihe von Zwischenschilden (Supramarginale) zwischen Rippen- und Randschilden (Costale und Marginale). Dies ist bei Jungtieren ein gutes Unterscheidungsmerkmal zur Schnappschildkröte (Chelydra serpentina). Der kreuzförmige Bauchpanzer (Plastron) ist grau bis gelblich-braun.
Der Kopf der Geierschildkröte ist massig und der stark hakige Oberkiefer ist schnabelartig langgezogen, was dieser Schildkröte den deutschen Namen einbrachte. Dabei sind ihre Augen seitwärts gerichtet, können vor dem Zuschnappen aber auch nach vorn gerichtet werden. Kopf und Hals sind mit höckerigen, stachelartigen Höckern überzogen. Der Schwanz ist im Verhältnis zum Panzer sehr lang und besitzt einen Höckerkiel auf seiner Oberseite. Die Weichteile sind grau bis bräunlich und oben dunkler als unten. Zwischen den mit kräftigen Krallen besetzten Zehen befinden sich Schwimmhäute. Eine weitere Besonderheit ist ihre Zunge. Auf ihr sitzt ein rötlicher Fortsatz, der zur Jagd auf Beute eingesetzt wird. Die Männchen sind größer als die Weibchen, außerdem ist bei ihnen der Abstand von Plastronrand bis Kloakenöffnung größer. Sie erreichen eine Größe bis 90 cm. Dabei können große Exemplare bis 80 Kilogramm schwer werden.

## Lebensraum
Der Lebensraum der Geierschildkröte sind größere Gewässer, Flüsse und Seen mit weichem, schlammigem Bodengrund. Sie fühlt sich auch in Brackwasser wohl. Die Flusssysteme, in denen die Schildkröte vorkommt, münden in den Golf von Mexiko.

## Lebensweise
Die Geierschildkröte ist stark an das Wasser gebunden und verlässt es eigentlich nur zur Eiablage. Sie liegt mit geöffnetem Maul am Bodengrund im Schlamm versunken und bewegt den rötlichen Zungenfortsatz, der einen Wurm imitiert. Durch diesen werden Fische angelockt, die versuchen, danach zu schnappen. Die Schildkröte wiederum schnappt nach dem Fisch, sobald er in ihr Maul geschwommen ist. Außerdem erbeutet sie Wasservögel, Frösche, Schlangen, kleinere Schildkröten, Schnecken, Würmer und Insekten. In Gefangenschaft wird sie auch mit Mais gefüttert.
Die Tiere paaren sich von Februar bis April. Die 10 bis 50 Eier werden dann im April bis Juni abgelegt. Sie sind ungefähr 35 bis 45 mm groß und benötigen 100 bis 110 Tage zum Schlupf.

## Systematik
Die Geierschildkröte wurde lange Zeit als einzige rezente Vertreterin ihrer Gattung angesehen. Es dauerte in der Forschung rund 50 Jahre, bevor drei biogeographisch abgegrenzte Arten (Macrochelys temminckii, M. apalachicolae und M. suwanniensis) aufgrund morphologischer und molekulargenetischer Methoden identifiziert werden konnten.

## Gefährdung
Die Geierschildkröte ist in ihrem Bestand gefährdet. Früher war sie in ihrem Lebensraum häufig, wurde aber zur Herstellung von Schildkrötensuppe in den Vereinigten Staaten bis in die 1970er und 80er Jahre in großen Mengen gefangen.
Nach § 3 der Bundesartenschutzverordnung ist es in Deutschland verboten, Geierschildkröten zu besitzen, anzubieten, zur Abgabe vorrätig zu halten, feilzuhalten, an andere abzugeben oder sie zu züchten. Ausgenommen sind nur Tierhaltungen unter zoologisch fachkundiger Leitung, die ganz oder überwiegend juristischen Personen des öffentlichen Rechts gehören.

## Haltung
In Zoologischen Gärten ist eine Freilandhaltung möglich, wobei die Anlagen gut gesichert sein sollten, denn diese Schildkröte ist sehr bissig und kann somit erhebliche Verletzungen verursachen. Nur in geräumigen Anlagen in Zoologischen Gärten ist auch eine Gruppenhaltung möglich.
Die Wassertemperatur sollte 22 bis 26 °C betragen. Das Becken bzw. der mögliche Haltungsbehälter muss entsprechend der Größe der Schildkröte sehr groß gewählt werden und sollte gemäß ihrer Lebensweise strukturiert sein.
Voraussetzung zur Nachzucht ist eine winterliche Ruhephase von zwei Monaten bei circa 15 °C.

## Trivia
In Deutschland wurden einige Fälle bekannt, in denen ausgesetzte Geierschildkröten gefunden und eingefangen wurden:
- Am 1. Juli 2002 wurde eine ausgesetzte Geierschildkröte im Dornacher Weiher bei Aschheim (Region München) von einem Angler eingefangen.  Seitdem ist sie im Institut für Zoologie in München untergebracht.[3][4]

- Im Mai 2024 wurde in Weilheim an der Teck (Baden-Württemberg) eine Geierschildkröte entdeckt und eingefangen.[5] Diese ist seitdem im Tierpark Nymphaea in Esslingen untergebracht.[6]

- Im Jahr 2025 wurde eine ausgesetzte, 12 kg schwere Geierschildkröte bei einer Schachtreinigung bei Kellinghusen in Schleswig-Holstein gefunden.[7][8]

## Belege